# Periférico (informática)
En informática, periférico es la denominación genérica para designar al aparato o dispositivo auxiliar e independiente conectado a la placa base de una computadora.
Se consideran periféricos a las unidades o dispositivos de hardware a través de los cuales el ordenador se comunica con el exterior, y también a los sistemas que almacenan o archivan la información, sirviendo de memoria auxiliar de la memoria principal.
Se considera periférico a los dispositivos que no pertenecen al núcleo fundamental del ordenador, formado por la unidad central de procesamiento (CPU) y la memoria principal, permitan realizar operaciones de entrada/salida (E/S) complementarias al proceso de datos que realiza la CPU. Estas tres unidades básicas en un ordenador son: CPU (central process unity),memoria central y el subsistema de E/S, están comunicadas entre sí por tres buses o canales de comunicación:
- Direcciones, para seleccionar la dirección del dato o del periférico al que se quiere acceder.
- Control, básicamente para seleccionar la operación a realizar sobre el dato (principalmente lectura, escritura o modificación).
- Datos, por donde circulan los datos.
- Sensores, qué detectan o pueden detectar (huellas,face ID,etc.).

## Clasificación de periféricos
A pesar de que el término periférico implica a menudo el concepto de «adicional pero no esencial», muchos de ellos son elementos fundamentales para un sistema informático. El monitor es prácticamente el único periférico que la persona considera imprescindible en cualquier computadora personal (no lo fue en las primeras computadoras), pero, a pesar de ello, técnicamente no lo es. El ratón o mouse es posiblemente el ejemplo más claro de este aspecto. A principios de la década de 1990 no todas las computadoras personales incluían este dispositivo. El sistema operativo MS-DOS, el más común en esa época, tenía una interfaz de línea de comandos para lo que no era necesario el empleo de un ratón, todo se hacía mediante comandos de texto. Fue con la popularización de Finder, sistema operativo de la Macintosh de Apple y la posterior aparición de Windows cuando el ratón comenzó a ser un elemento imprescindible en cualquier hogar dotado de una computadora personal. Actualmente existen sistemas operativos con interfaz de texto que pueden prescindir del ratón como, por ejemplo, MS-DOS. El caso del teclado es también emblemático, pues en las nuevas computadoras tabletas, sistemas de juego o teléfonos móviles con pantalla táctil, el teclado se emula en la pantalla. Inclusive en casos de adaptaciones especiales los teclados dejan de ser el periférico de entrada más utilizado, llegando a desaparecer en algunos casos por el uso de programas reconocedores de voz.
Los periféricos pueden clasificarse en las siguientes categorías principales:
- Periféricos de entrada: captan y digitalizan los datos de ser necesario, introducidos por el usuario o por otro dispositivo y los envían al ordenador para ser procesados.
- Periféricos de salida: son dispositivos que muestran o proyectan información hacia el exterior del ordenador. La mayoría son para informar, alertar, comunicar, proyectar o dar al usuario cierta información, de la misma forma se encargan de convertir los impulsos eléctricos en información legible para el usuario. Sin embargo, no todos de este tipo de periféricos es información para el usuario. Un ejemplo: Impresora.
- Periféricos de entrada/salida (E/S): sirven para la comunicación de la computadora con el medio externo.
- Periféricos de almacenamiento: son los dispositivos que almacenan datos e información. La memoria de acceso aleatorio no puede ser considerada un periférico de almacenamiento, ya que su memoria es volátil y temporal. Ejemplos: Disco duro, Memoria flash, Cinta magnética, Memoria portátil, Disquete, Grabadora o lectora de: CD; DVD; Blu-ray; HD-DVD.
- Periféricos de comunicación: permiten la interacción entre dos o más dispositivos.

### Periféricos de entrada

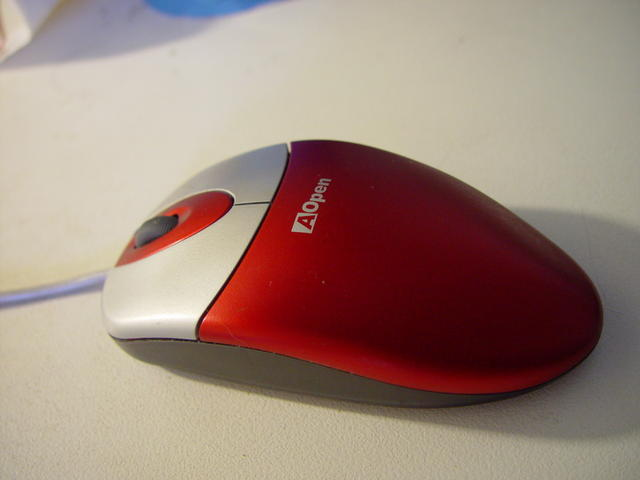
Ratón o mouse de computadora.

Son los que permiten introducir datos externos a la computadora para su posterior tratamiento por parte de la CPU. Estos datos pueden provenir de distintas fuentes, siendo la principal un ser humano. Los periféricos de entrada más habituales son:
- Teclado (keyboard)
- Ratón (mouse)
- Panel táctil (touchpad)
- Escáner (scanner)
- Escáner de código de barras
- Escáner de Código QR (quick response code, código de respuesta rápida)
- Sensor de huella digital
- Cámara web (webcam)
- Cámara digital
- Micrófono
- Joystick

#### Teclado

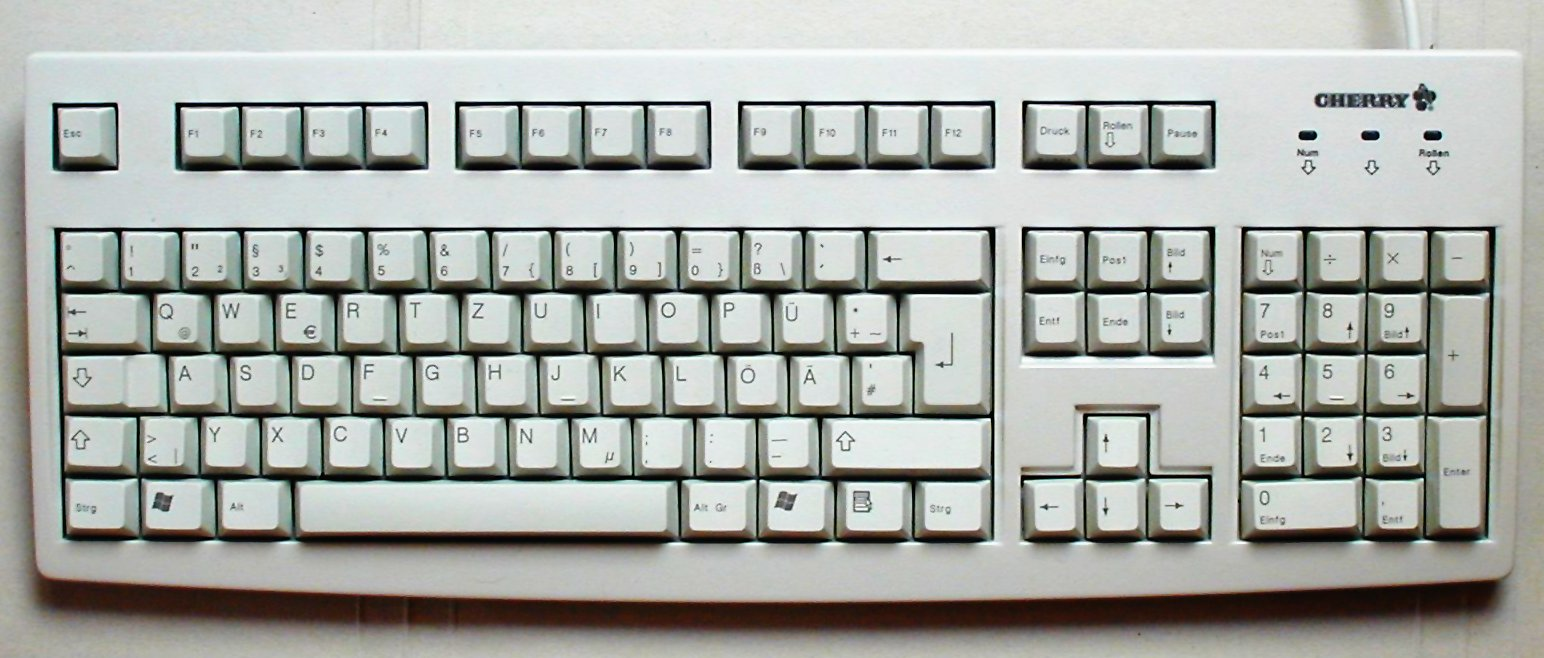
teclado de ordenador.

Un teclado de computadora es un periférico, físico o virtual (por ejemplo teclados en pantalla o teclados táctiles), utilizado para la introducción de órdenes y datos en una computadora. Tiene su origen en los teletipos y las máquinas de escribir eléctricas, que se utilizaron como los teclados de los primeros ordenadores y dispositivos de almacenamiento (grabadoras de cinta de papel y tarjetas perforadas). Aunque físicamente hay una miríada de formas, se suelen clasificar principalmente por la distribución del teclado de su zona alfanumérica, pues salvo casos muy especiales es común a todos los dispositivos y fabricantes. Hay varios tipos de teclado.

#### Ratón
El mouse (del inglés, pronunciado [ˈmaʊs]) o ratón es un periférico de entrada de uso manual para computadora, utilizado como entrada o control de datos. Se utiliza con una de las dos manos del usuario y detecta su movimiento relativo en dos dimensiones por la superficie horizontal en la que se apoya, reflejándose habitualmente a través de un puntero o flecha en el monitor. Anteriormente, la información del desplazamiento era transmitida gracias al movimiento de una bola debajo del ratón, la cual accionaba dos rodillos que correspondían a los ejes X e Y. Hoy, el puntero reacciona a los movimientos debido a un rayo de luz que se refleja entre el ratón y la superficie en la que se encuentra.
Cabe aclarar que un ratón óptico apoyado en un espejo o sobre un barnizado por ejemplo es inutilizable, ya que la luz láser no desempeña su función correcta. La superficie a apoyar el ratón debe ser opaca, una superficie que no genere un reflejo, es recomendable el uso de alfombrillas.
El ratón es el tipo de dispositivo apuntador o señalador más utilizado; existen también: gamepad, lápiz óptico, palanca de mando (joystick), Touchpad, Trackball, volante para videojuegos, etcétera.

#### Micrófono
Con el micrófono, además de grabar cualquier audio o sonido mediante alguna aplicación informática, también permite el uso de sistemas de reconocimiento del habla o reconocimiento de voz, disponible incluso en navegadores web para la búsqueda de información, tanto es computadoras portátiles o computadoras de escritorio, como en dispositivos móviles.

#### Escáner

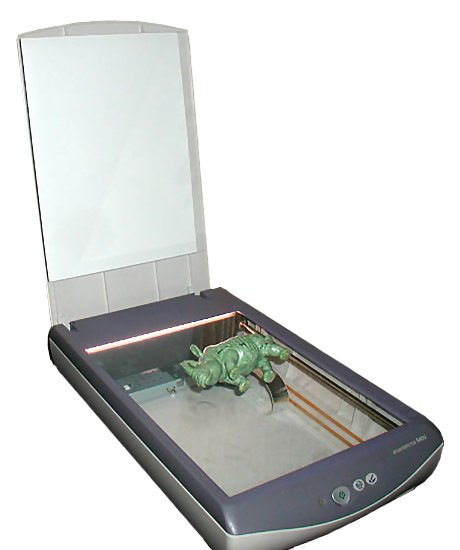
Escáner de computadora.

En informática, un escáner (del inglés: scanner) es un periférico que se utiliza para convertir, mediante el uso de la luz, imágenes o cualquier otro impreso a formato digital. Actualmente vienen unificadas con las impresoras formando multifunciones.

#### Cámara digital
- Cámara digital
  - Cámara fotográfica
  - Videocámara
  - Cámara web (webcam)

### Periféricos de salida
Los periféricos de salida reciben la información procesada por la CPU y la reproducen, de modo que sea perceptible por el usuario.
Visuales
- Monitor de computadora
- Impresora
- Led
- Visualizador
- Proyector de vídeo

Auditivos
- Altavoz
- Auriculares
- Tarjeta de sonido

Táctiles
- Impresora braille
- Impresora 3D

#### Monitor

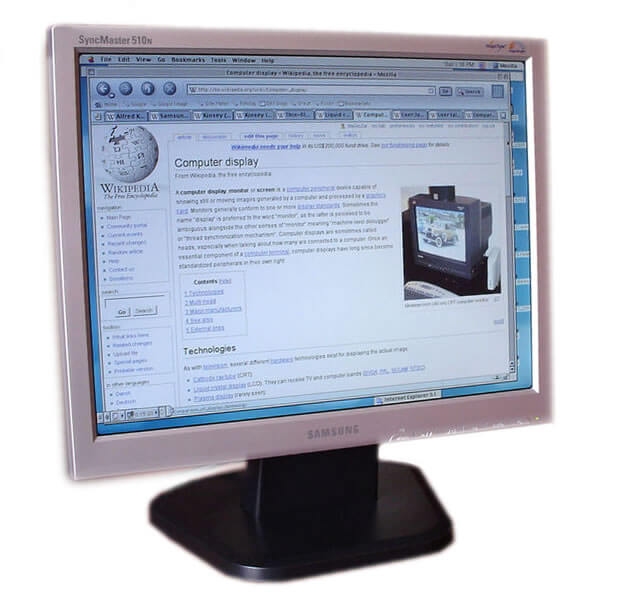
Monitor de computadora.

El "monitor de computadora" o "pantalla de computadora" es el dispositivo de salida que mediante una interfaz muestra los resultados o los gráficos del procesamiento de una computadora. Existen varios tipos de monitores:
1. de tubo de rayos catódicos (CRT),
2. de pantalla de plasma (PDP),
3. de pantalla de cristal líquido (LCD),
4. de paneles de diodos orgánicos de emisión de luz (OLED),
5. Láser-TV, entre otros.

#### Impresora

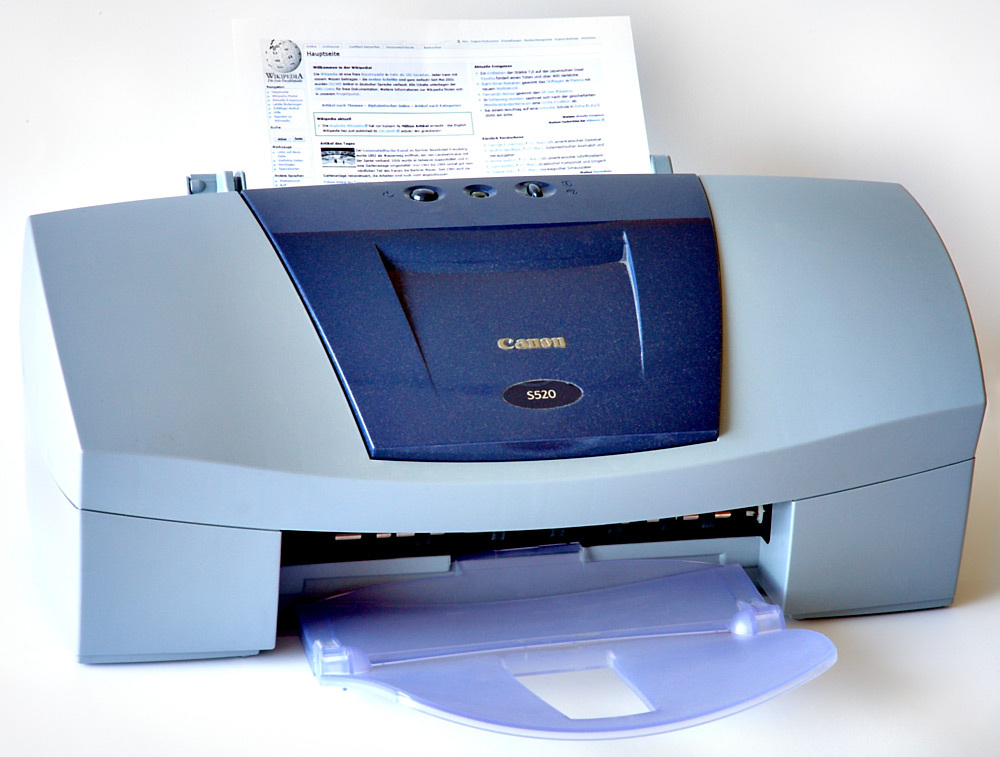
Impresora.

Una impresora es un periférico de computadora que permite producir una copia permanente de textos o gráficos de documentos almacenados en formato electrónico, imprimiendo en papel de lustre los datos en medios físicos, normalmente en papel o transparencias, utilizando cartuchos de tinta o tecnología láser. Muchas impresoras son usadas como periféricos, y están permanentemente unidas a la computadora por un cable. Otras impresoras, llamadas impresoras de red, tienen una interfaz de red interna (típicamente wireless o Ethernet), y que puede servir como un dispositivo para imprimir en papel algún documento para cualquier usuario de la red. Actualmente se comercializan impresoras multifuncionales, que aparte de sus funciones de impresora funcionan simultáneamente como fotocopiadora y escáner, siendo este tipo de impresoras las más recurrentes en el mercado. Cabe destacar que las impresoras multifuncionales no pertenecen a los periféricos de salida solamente, sino que se las considera como periféricos de entrada/salida.
- Impresora de impacto
  - Impresora matricial
  - Impresora de margarita
  - Impresora de línea
- Impresora de sublimación
- Impresora de inyección
- Impresora térmica
- Impresora láser

#### Altavoz o parlante. Auriculares

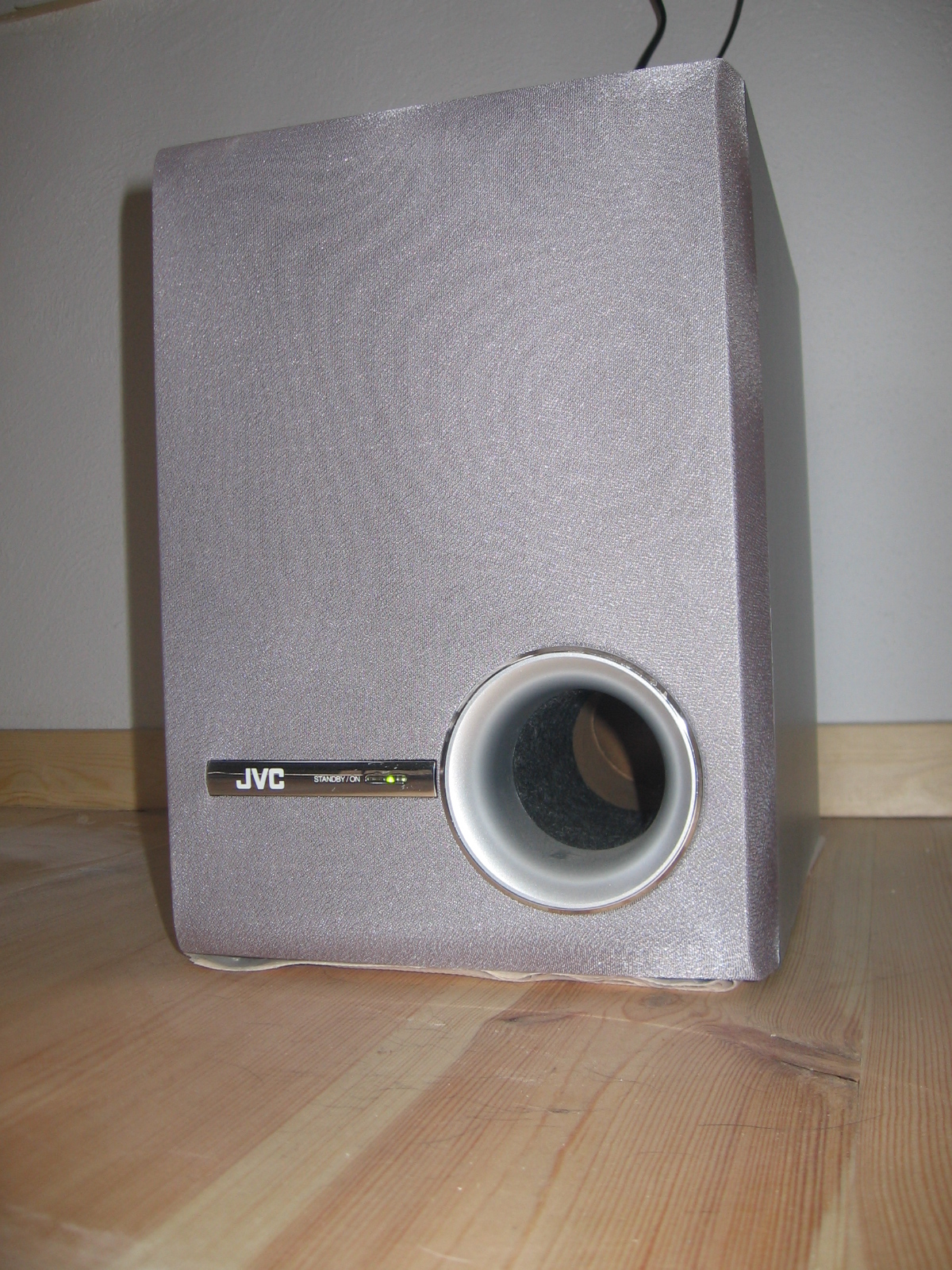
Altavoz de ordenador.

Los altavoces se utilizan para escuchar los sonidos emitidos por la computadora, tales como música, sonidos de errores, conferencias, etcétera.
- Las placas base suelen llevar un altavoz que emite pitidos para indicar posibles errores o procesos, o para indicar acciones para las personas con discapacidades visuales, como la activación de Bloq Num o ⇪ Bloq Mayús.

### Periféricos de entrada/salida
Los periféricos de entrada/salida son los que utiliza la computadora para mandar y para recibir información. Su función es la de almacenar o guardar, de forma permanente o virtual, todo aquello que hagamos con la computadora para que pueda ser utilizado por los usuarios u otros sistemas.

#### Pantalla táctil o multitáctil
Pantalla táctil
Es una pantalla que mediante un toque directo sobre su superficie permite la entrada de datos y órdenes al dispositivo, y a su vez muestra los resultados introducidos previamente; actuando como periférico de entrada y salida de datos, así como emulador de datos interinos erróneos al no tocarse efectivamente. Este contacto también se puede realizar por medio de un lápiz óptico u otras herramientas similares. Actualmente hay pantallas táctiles que pueden instalarse sobre una pantalla normal, de cualquier tipo o denominación (LCD, monitores y televisores CRT, plasma, etc.).
Multitáctil
Es el nombre con el que se conoce a una técnica de interacción persona-computador y al hardware que la aplica. La tecnología multitáctil consiste en una pantalla táctil o touchpad que reconoce simultáneamente múltiples puntos de contacto, así como el software asociado a esta que permite interpretar dichas interacciones simultáneas.

#### Impresora multifunción

Impresora multifuncional.

Una impresora multifunción o dispositivo multifuncional es un periférico que se conecta a la computadora y que posee las siguientes funciones dentro de un único bloque físico:
Impresora, escáner, fotocopiadora, ampliando o reduciendo el original,
fax (opcionalmente). Lector de memoria para la impresión directa de fotografías de cámaras digitales. En ocasiones, aunque el fax no esté incorporado, la impresora multifunción es capaz de controlarlo si se le conecta a un puerto USB. También, pueden poseer un disco duro (las unidades más grandes utilizadas en oficinas) para almacenar documentos e imágenes.

### Periféricos de almacenamiento

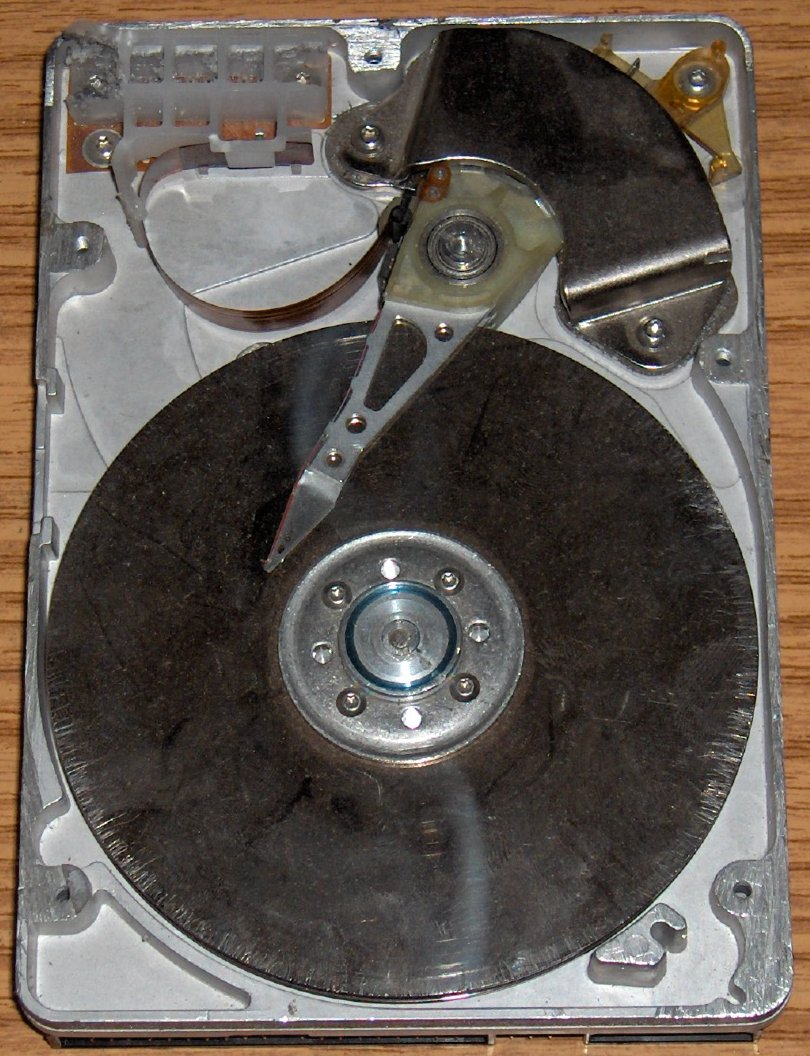
Interior de un disco duro.

Los dispositivos y soportes de almacenamiento guardan los datos que usa la CPU una vez que han sido eliminados de la memoria principal, porque la memoria se borra cada vez que se apaga la computadora. Pueden ser internos o portátiles, como un disco duro, o extraíbles, como un CD o DVD.
- Tarjeta perforada
- Cinta perforada
- Cinta magnética
- Disco magnético
  - Disquete
  - Disco duro
    - Disco duro fijo o interno
    - Disco duro portátil o externo
- Disco óptico (DO)
  - Disco compacto (CD o Compact Disc)
  - Disco Versátil Digital (DVD)
  - Disco Blu-ray (BD o Blu-ray Disc)
- Disco magneto-óptico
  - Disco Zip (Iomega): 100 MB, tecnología magnética
  - Disquete SuperDisk de 3,5": 128 MB a 640 MB, tecnología magneto-óptica
    - LS-120
    - LS-240

  - Disco Jaz (Iomega): capacidad de 1 GB a 2 GB
- Memoria Flash
  - Memoria USB
  - Tarjetas de memoria
  - Unidad de estado sólido

#### Memoria secundaria
La memoria secundaria (auxiliar, periférica o externa) o almacenamiento secundario, es el conjunto de dispositivos y soportes de almacenamiento de datos que conforman el subsistema de memoria del sistema informático, junto con la memoria primaria o principal.

##### Disco duro
El disco duro es un sistema de grabación magnética digital, es donde en la mayoría de los casos reside el sistema operativo de la computadora. En los discos duros se almacenan los datos del usuario. En él encontramos dentro de la carcasa una serie de platos metálicos apilados girando a gran velocidad. Sobre estos platos se sitúan los cabezales encargados de leer o escribir los impulsos magnéticos.

##### Estado sólido
Una unidad de estado sólido es un sistema de memoria no volátil. Están formados por varios chips de memoria NAND Flash en su interior unidos a una controladora que gestiona todos los datos que se transfieren. Tienen una gran tendencia a suceder definitivamente a los discos duros mecánicos por su gran velocidad y tenacidad. Al no estar formadas por discos en ninguna de sus maneras, no se pueden categorizar como tal, aunque erróneamente se tienda a ello.

#### Almacenamiento de red
- Almacenamiento en nube
- Servicio de alojamiento de archivos
  - Dropbox
  - Google Drive
  - OneDrive
- Almacenamiento de conexión directa (Direct Attached Storage, DAS)
- Almacenamiento conectado en red (Network Attached Storage, NAS)
- Red de área de almacenamiento (Storage Area Network, SAN)

### Periféricos de comunicación
Su función es permitir o facilitar la interacción entre dos o más computadoras. Entre ellos se encuentran los siguientes:

#### Tarjetas de red
Las placas o tarjetas de interfaz de red (Network Interface Card, NIC) pueden estar integradas a la placa base o conectadas mediante ranuras de expansión.

#### Comunicación inalámbrica
- Bluetooth
- Infrarrojos
- Wi-Fi